# Gerard Depardieu
Gerárd Xavier Marcel Depardieu, CQ (Cháteauroux, Indre, Francuska 27. prosinca 1948.), legendarni francuski glumac, osvajač nagrade Zlatni globus i nominiran za Oscara.
Glumi od 1973., te je u dosadašnjih 35 godina karijere ostvario sedamdesetak uloga. Posebice se iskazao kao Obelix u filmovima o Asterixu i Obelixu.
Nastupao je nasuprot mnogo velikih zvijezda.
Dva puta je osvojio nagradu César( francuski pandan Oscaru). Na filmskom festivalu u Moskvi 2008. godine dobio je Stanislavskijevu nagradu kao priznanje za svoju glumačku karijeru. Od uloga na engleskom jeziku najpoznatiji su mu filmovi Zelena karta (partnerica Andie MacDowell), i 1492: Osvajanje raja.
Ženio i rastavljao se dva puta. Ima sina Guillaume, i kćeri Julie i Roxanne.

## Vanjske poveznice
- Gérard Depardieu u internetskoj bazi filmova IMDb-u (engl.)